# История на Северна Македония
 За науката историография в рамките на републиката вижте Историография в Северна Македония.  
Историята на Северна Македония е историята на територията на днешната европейска държава Северна Македония.

## В Сърбия и Югославия
- 1912 година – Балканска война – поражение на Османската империя – разделяне на областта Македония.
- 1913 година – Междусъюзническа война – Сърбия анексира Вардарска Македония, Гърция – Егейска Македония, а Пиринска Македония и Струмишко влизат в границите на България.
- 1915 година – Вардарска Македония е освободена от българската армия по време на Първата световна война
- 1918 година – Вардарска Македония повторно и Струмишко стават част от Кралството на сърби, хървати и словенци (от 1929 година – Кралство Югославия).
- 1941 година – Вардарска Македония е завзета от силите на Оста. В по-голямата част влизат като освободители български войски и областта административно е присъединена към България (виж: Българско управление във Вардарска и Егейска Македония и Западна Тракия (1941 - 1944)). Западната част на Вардарска Македония – Тетовско, Гостиварско и Стружко, остават под италианска окупация и влизат в Албания, като местното славянско население е тероризирано от организацията Бали Комбетар (виж: Италианска окупационна зона на Балканите (1941 – 1943)).

- 2 август 1944 година АСНОМ провъзгласява образуването на „Демократична федерална Македония“, която през 1945 година официално влиза в състава на СФРЮ като една от шестте републики.

- През май 1945 година завършват езиковите комисии на АСНОМ, на които е изобретен и стандартизиран македонския литературен език, посредством въвеждането на македонска азбука и македонски правопис.
- Между 1944 и 1956 година се упражнява политически терор в Социалистическа република Македония, при който по някои данни са малтретирани, затворени, убити или безследно изчезнали над 23 000 души.

## Независима държава
- 1991 година – провъзгласена след референдум за независима Република Македония.
- 15 януари 1992 година – България първа признава независимостта на Република Македония, и то под конституционното ѝ име. Впоследствие това правят и други страни – Турция, Словения, Съединените щати и други).
- 1999 година – страната приема голям брой бежанци от Косово поради протичащият там конфликт.
- 2001 година – сключено е Охридско споразумение, което дава големи отстъпки на албанското малцинство, вследствие на разразилия се конфликт същата година.
- 2007 година – армията на Република Македония провежда успешно Операция Планинска буря срещу въоръжените албански части в Шар планина.
- 2008 година – Република Македония не успява да се присъедини към структурите на НАТО, след като Гърция използва правото си на вето, заради неразрешения Спор за името на Република Македония.